# Sankt Sigmund im Sellrain
Sankt Sigmund im Sellrain é um município da Áustria, situado no distrito de Innsbruck-Land, no estado do Tirol. Tem 102,25 km² de área e sua população em 2019 foi estimada em 177 habitantes.